# إد وينغو
إد وينغو هو لاعب كرة قاعدة كندي، ولد في أكتوبر 1895 في Sainte-Anne-de-Bellevue ‏ في كندا، وتوفي في 5 ديسمبر 1964 في لا شين في كندا.

## وصلات خارجية
- إد وينغو على موقعبيزبول رفرنس.كوم (الدوري الرئيسي) (الإنجليزية)
- إد وينغو على موقعبيزبول رفرنس.كوم (الدوري الثانوي) (الإنجليزية)